# Platydesmus interruptus
Platydesmus interruptus är en mångfotingart som beskrevs av Chamberlin 1922. Platydesmus interruptus ingår i släktet Platydesmus och familjen Platydesmidae. Inga underarter finns listade i Catalogue of Life.